# Thorailles
Thorailles ist eine französische Gemeinde mit 197 Einwohnern (Stand: 1. Januar 2022) im Département Loiret in der Region Centre-Val de Loire. Sie gehört zum Arrondissement Montargis und ist Teil des Kantons Courtenay. Die Einwohner werden Thoraillois genannt.

## Geografie
Thorailles liegt etwa 79 Kilometer ostnordöstlich von Orléans. Nachbargemeinden von Thorailles sind Louzouer im Norden und Westen, Courtemaux im Osten und Nordosten sowie La Selle-en-Hermoy im Süden.

## Bevölkerungsentwicklung
| Jahr                       | 1962 | 1968 | 1975 | 1982 | 1990 | 1999 | 2006 | 2018 |
| Einwohner                  | 77   | 62   | 58   | 73   | 85   | 83   | 128  | 180  |
| Quellen: Cassini und INSEE |      |      |      |      |      |      |      |      |

## Sehenswürdigkeiten
- Kirche Saint-Jean-Baptiste, Monument historique

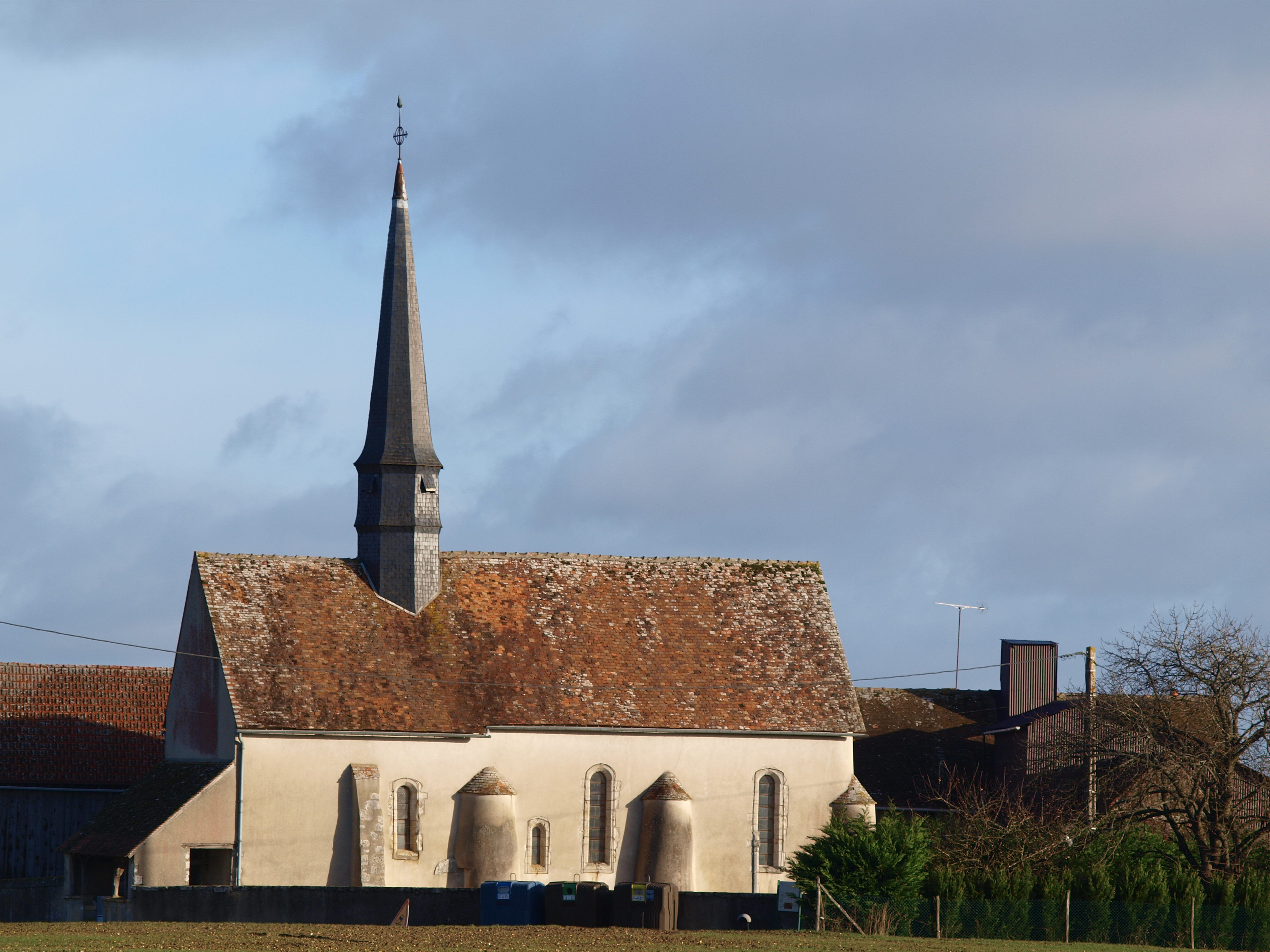
Kirche Saint-Jean-Baptiste